# Diopederma
Diopederma is een geslacht van slangsterren uit de familie Ophiodermatidae.

## Soorten
- Diopederma daniana (Verrill, 1867)